# Горшково (Угличский район)
Горшково — упразднённая деревня в Угличском районе Ярославской области России. На момент упразднения входила в состав Радищевского сельсовета.

## География
Урочище находится в юго-западной части области, в зоне хвойно-широколиственных лесов, на правом берегу реки Кисьмы, к востоку от автодороги 78Н-0860, на расстоянии примерно 19 километров (по прямой) к северо-востоку от города Углича, административного центра района.

### Климат
Климат характеризуется как умеренно континентальный, со сравнительно холодной зимой и относительно тёплым летом. Среднегодовая температура воздуха — +3,2 °C. Средняя температура воздуха самого холодного месяца (января) — −10,8 °C (абсолютный минимум — −46 °C); самого тёплого месяца (июля) — +17,6 °C (абсолютный максимум — +35 °C). Вегетационный период длится около 165—170 дней. Годовое количество атмосферных осадков составляет 600—700 мм, из которых большая часть выпадает в тёплый период. Снежный покров держится в среднем 150 дней.

## История
Упразднена в 1997 году.